# Raisova chata na Zvičině
Raisova chata na Zvičině – dawne schronisko turystyczne (obecnie wyłącznie restauracja), położone na szczycie Zvičiny (671 m n.p.m.) na terenie Podgórza Karkonoskiego (Podkrkonošská pahorkatina). Obiekt, położony w granicach administracyjnych Třebihošťu, jest własnością Klubu Czeskich Turystów (KČT).

## Historia
Powstanie obiektu związane jest z działalnością Północnoczeskiej Wspólnoty Narodowej (Národní jednota severočeská, NSJ), która około 1887 roku zakupiła znajdujący się tu budynek gospodarczy z zajazdem. W latach 1899–1901 prowadzone były rozmowy pomiędzy NSJ a Klubem Czeskich Turystów o przejęciu budynku. Ostatecznie w 1899 roku przejęło prowadzenie zajazdu, a w 1901 roku doszło do jego zakupu.
Od momentu zakupu chaty, Klub rozważał wybudowanie na Zvičinie wieży widokowej. Czechom udało się zablokować plany budowy takiej wieży przez Österreichischer Riesengebirgsverein, natomiast inwestycja KČT przeciągała się z uwagi na wydłużające się negocjacje z niemieckim zarządem wsi Zvičina. Ostatecznie obiekt powstał w latach 1925-1926. Na szczycie wieży umieszczono szklaną kopułę, pod którą ustawiono teleskop astronomiczny.
 
W tym samym czasie do chaty dobudowano obszerną, przeszkloną werandę, natomiast w 1927 roku obiekt otrzymał imię Karela Václava Raisa (1859-1926) - prozaika, urodzonego w niedalekim mieście Lázně Bělohrad.
Po II wojnie światowej i rozwiązaniu KČT w 1949 roku, obiekt miał kilku zarządców, w tym m.in. państwowy koncern Restaurace a jídelny (RaJ). Kiedy w 1991 roku Klub odzyskał obiekt, był on wyłączony z eksploatacji i w fatalnym stanie technicznym. Dzięki staraniom, udało się wykonać prowizoryczny remont i 26 czerwca 1992 roku ponownie uruchomić chatę.
Raisova chata nie prowadzi usług noclegowych. Możliwość taka istniała w latach 20. XX wieku, kiedy to w pomieszczeniach sąsiedniego kościoła św. Jana Nepomucena urządzono cztery dwuosobowe pokoje. Z czasem przeznaczono jej jednak dla obsługi chaty.

## Szlaki turystyczne
- Bílá Třemešná - Lázně pod Zvičinou - Raisova chata na Zvičině - Zvičina (wieś), skąd dwa kierunki: Horní Brusnice lub Kal
- Lázně Bělohrad - Vřesník - Borek - Raisova chata na Zvičině
- Miletín - Třebihošť - Raisova chata na Zvičině